# دافنه کوستر
دافنه هلنا کاستر (به هلندی: Daphne Helena koster) زاده ۱۳ مارس ۱۹۸۱ کاپیتان تیم ملی فوتبال زنان هلند و آژاکس می‌باشد.

## باشگاهی
وی سابقه بازی در لیگ حرفه‌ای فوتبال زنان آمریکا برای اسکای بلو اف‌سی را نیز در کارنامه کاری خود دارد.